# Vinte Poemas de Amor e uma Canção Desesperada
Vinte Poemas de Amor e uma Canção Desesperada (em espanhol: Veinte poemas de amor y una canción desesperada) é um livro de poesia do poeta chileno Pablo Neruda, onde se cruza o erotismo da poesia que celebra o corpo da mulher, com o gosto que Neruda tem pela natureza. Nestes poemas, é frequente que os dois planos se cruzem, havendo uma certa identificação entre o corpo feminino e o mundo natural (as paisagens, a terra, o mar...).
Neruda escreveu estes poemas quando tinha cerca de vinte anos, mas são alguns dos mais celebrados da sua obra. O livro foi publicado em 15 de junho de 1924.